# Uwe Rasch
Uwe Rasch (* 1957) ist ein deutscher Komponist und Medienkünstler.

## Biografie
Uwe Rasch studierte an der Universität Bremen, an der Hochschule für Kunst und Musik Bremen, sowie als Gast in der Kompositionsklasse von Rolf Riehm in Frankfurt. Er war Lehrbeauftragter und Stipendiat der Hochschule Bremen und über mehrere Jahre freier Mitarbeiter bei Radio Bremen. Uwe Rasch ist Mitbegründer und Mitarbeiter der "projektgruppe neue musik" (pgnm) und Mitglied der Künstlergruppe stock11. Uwe Raschs Arbeiten sind geprägt von audio-visuellen Verbindungen und szenischen Momenten. Durch unterschiedliche Korrespondenzen zwischen Körper, Körperbewegung und Klang entwickelt Rasch Klangbilder; dieses oft in Zusammenarbeit mit Tänzern, Filmemachern, Schauspielern und Musikern.
"Wenn er ein Stück beginnt, entwirft Uwe Rasch ungewöhnliche Situationen, in die sich die Interpreten hinein finden müssen. Der Pianist muss mit dem Kopf spielen, die Schuhe des Schlagzeugers sind am Bühnenboden festgenagelt, eine Tänzerin wird an den Füßen aufgehängt. Dann folgen Handlungen, aus denen heraus die Musiker ganz eigenwillige Klangwelten erzeugen. Denn Uwe Rasch geht vom Körper aus. Dieser habe etwas Unkontrollierbares, sagt der 1957 geborene Komponist. So kommt es zu Ereignissen und Klangphänomenen, die bis zu einem gewissen Grad unkalkulierbar sind. Und dann wird es spannend, denn wir betreten neue Erfahrungsräume für das Sehen und Hören."
(Hanno Ehrler, Deutschlandfunk)

## Werke

### Solo
- „flatter“
  - Die nicht freizügige Bewegung des geworfenen Körpers wird häufig auch als Flug bezeichnet. Studie über Abstürze für Pianistenkopf und kaltes Feuer (Flügel, Fernsehgerät/Video, 1 Scheinwerfer)
- „…, wenn ich mit der Hand auch nur ganz leicht diese kleine Sache verdeckt halte, …“
  - Für Soloschlagzeuger und Zuspiel (aus: "Sich als etwas Fremdes ansehn, den Anblick vergessen, den Blick behalten")
- „Also könnte ich in dieser Hinsicht völlig beruhigt sein?“[6][7]
  - Für vc solo mit Zuspielen (Bearbeitung für vc aus: "Sich als etwas Fremdes ansehn, den Anblick vergessen, den Blick behalten")
- „prélude diskret“
  - Für ein beliebiges viersaitiges Streichinstrument

### Saiteninstrumente
- „Aufheben“, für drei Gitarren
- „Fenster“, für Gitarrenduo, Akkordeon, Flöte und Nebeninstrumente
- „prélude diskret“, für ein beliebiges viersaitiges Streichinstrument
- „wegzehrung“, streichtrio

### Kammerbesetzungen
- "kluft"
  - Flöte, Sopran-Saxophon (oder B-Klarinette), Flügel, Zuspiel und Video
- „drift“
  - Flöte, Oboe, B-Klarinette, Flügel, Schlagzeug und Video
- „Pour“
  - Flöte, Gitarre, Drehleier
- „SiO2“
  - 4 Glasspieler
- „Fehlkopie/objet trouvé“
  - Fl, Ob, Cl, Klavier, perc, Zuspiel
- „reiben klopfen fett“
  - Versuchsanordnung zu Kontinuität/Diskontinuität 5-saitige E-Violine und Schlagzeug
- „wir beginnen mit den fischen“
  - Septett (Cl, Fg, Hr, vl, va, vc, Cb), Klangakteurin, Tanz, Zuspiele mit Textteilen aus Agota Kristofs Das große Heft
- „simile“
  - Septett (Cl, Fg. Hr, vl, va, vc, Cb)
- „Lamento“
  - zwei singende Sägen und eine Ytongsäge

### Ensemble
- „Herzblätter“
  - kleines Ensemble (vl, vc, cl, sax, perc, sopran).
- „Sich als etwas Fremdes ansehn, den Anblick vergessen, den Blick behalten“
  - DisTanzVerläufe nach Textteilen von Franz Kafka kleines Ensemble, Sopran, falsettierenden Bariton und Tonband (1.  Teil der KafkaTrilogie)
- „sprich: naiky“
  - drei Bassklarinetten, 3 Streichtrio, gelegtes Schlagzeug und einen Eckenschläger
- „sprich: naiky“
  - Version für Bassklarinette, Horn, Posaune, 3 Streicher, gelegtes Schlagzeug und einen Eckenschläger
- „wir beginnen mit den fischen“
  - Septett (Cl, Fg, Hr, vl, va, vc, Cb), Klangakteurin, Tanz, Zuspiele mit Textteilen aus Agota Kristofs Das große Heft
- „simile“
  - Septett (Cl, Fg. Hr, vl, va, vc, Cb)

### Chor/Stimmen
- „camera silens“[8]
  - 12 Gesten für Chor
- „hab et swa is ait en“ 1. Teil
  - 12 Vokalsolisten mit Glasfiltern und Taschengeräusche aus: Joe nach Flann O’Briens Der Dritte Polizist mit Textteilen aus Samuel Becketts Der Namenlose
- „hab et swa is ait en“ 2. Teil
  - 12 Vokalsolisten und Geräuschklänge aus: Joe nach Flann O’Briens Der Dritte Polizist mit Textteilen aus Samuel Becketts Der Namenlose
- „hab et swa is ait en“ 3. Teil
  - 12 Vokalsolisten mit Taschenlampen aus: Joe nach Flann O’Briens Der Dritte Polizist mit Textteilen aus Samuel Becketts Der Namenlose

### Szene, Performance, Bühne
- „walk, man“
  - für bis zu 14 Klangakteure
- „Adieu den Adieus. Dann vollkommenes Dunkel, Vor-Grabgeläut, ganz leise, süßer Klang, los, Anfang des Endes. Erste letzte Sekunde. Wenn nur noch genug davon übrig sind, um alles zu verschlingen. Happig, Sekunde um Sekunde. Himmel, Erde und allen Krimskrams. Kein Fitzchen Aas mehr. Lefzen geleckt, basta. Nein. Noch eine Sekunde. Nur noch eine. Lang genug, diese Leere zu atmen. Es kennenzulernen, das Glück.“ (Samuel Beckett)
  - Ein musikalisches Triptychon als Konzept für (Hammond) Orgel, Rhönradfahrer und Keulenschwinger
- „trasse“
  - Solo aus „Korridor“ ein Körpertrommler mit Zuspiel
- „Leni entdeckt den Himmel“
  - ein Raketenmumienderwisch für einen Dreher
- „versprecher“
  - für einen Countertenor – versprochen + Zuspiel ein Performer

### Musiktheater
- „bing. Stille hop fertig.“
  - Musik nach Samuel Becketts Texten Bing und Der Verwaiser. 1 Sopran, Fl, Ob, Cl, 4 Cb, Klavier/Hammondorgel, 2 perc, 12 Klangakteure, 1 Rhönradfahrer, 2 Trampolinsynchronspringer, Zuspiele
- „Korridor“ (Kammeroper)
  - „… ich mache zwar einige Grabungen, aber nur aufs Geratewohl, natürlich ergibt sich so nichts“ Orientierungsverfahren für fünf zischende Schlagzeuger, einen Körpertrommler und Tonband nach Materialien von Claudio Monteverdi und Franz Kafka (2. Teil der KafkaTrilogie)

### Bläser
- „Hammer“ Über Flüssiges
  - zwei Bassklarinetten (3. Teil der KafkaTrilogie)
- „leb wohl“
  - drei Blockflötenspieler und Tretzeug
- „z.T.“
  - 3 Subbassblockflöten und Tretzeug

### Video
- „Mit meinem Patent bin ich in der Lage, einen Lichtstrahl so zu strecken, dass er zum Geräusch wird“ MusikfilmMusik

### Installation
- „Le morbide promesse“ (Klanginstallation)
- „aus vierundzwanzig“[9]
- "KinderStücke"
  - Nils Videoprojektion + fahrende iPads

### Zyklus
- frei kombinierbarer, modularer, multimedialer Zyklus „aus vierundzwanzig“ nach Franz Schuberts Winterreise für Saxophon, Oboe, Tanzperformer, Video, Zuspiele[10][11][9]

### Hörstück
- "KinderStücke"